# Triệu Thượng
Triệu Thượng là một xã thuộc huyện Triệu Phong, tỉnh Quảng Trị, Việt Nam.
Xã Triệu Thượng có diện tích 67,28 km², dân số năm 2008 là 6.571 người, mật độ dân số đạt 98 người/km².

## Hành chính
Xã Triệu Thượng được chia thành 7 thôn: KV1 Nhan Biều, KV2 Nhan Biều, KV3 Nhan Biều, Ngũ Hiệp, Tân Xuân, Thượng Phước, Trấm.